# Мощаниця (притока Соли)
Мощаниця [пол. Moszczanica (potok)] — річка в Польщі, у Живецькому повіті Сілезького воєводства. Права притока Соли, (басейн Балтійського моря).

## Опис
Довжина річки приблизно 6,13 км, найкоротша відстань між витоком і гирлом — 4,64 км, коефіцієнт звивистості річки — 0,93 . Формується багатьма безіменними струмками та загатами.

## Розташування
Бере початок на південно-західній околиці села Рихвалд. Тече переважно на північний захід і у місті Живець впадає у річку Солу (Тресненське водосховище), праву притоку Вісли.